# Gaziantep Universitet
Gaziantep Universitet (tyrkisk:Gaziantep Üniversitesi) er et internationalt universitet i provinshovedstaden Gaziantep  i det sydlige Tyrkiet . Universitet blev oprettet i 1973. Universitetet har ca. 45.000 studerende.

## Galleri
- Industriteknik
- Kongres- og Kulturcenter
- Det Juridiske Fakultet